# История Международного общества сознания Кришны
Международное общество сознания Кришны (ИСККОН) было основано в 1966 году в Нью-Йорке индуистским вайшнавским религиозным деятелем Бхактиведантой Свами Прабхупадой с целью проповеди традиции гаудия-вайшнавизма по всему миру.
Среди всех направлений вайшнавизма, гаудия-вайшнавизм оказался наиболее способным к пересадке на иную почву, распространившись с середины XX века далеко за пределы Индии, как на Запад, так и на Восток, и заняв там прочные позиции. Распространение этой традиции на Западе началось в 1930-х годах, когда духовный учитель Бхактиведанты Свами Прабхупады, Бхактисиддханта Сарасвати, впервые послал своих учеников-санньясинов проповедовать за пределы Индии, в Европу. Их проповедь в Европе не увенчалась успехом, однако они сумели обратить в гаудия-вайшнавизм несколько немцев и англичан. Наконец, уже в 1960-е годы Бхактиведанта Свами Прабхупада, следуя наставлениям Бхактисиддханты Сарасвати, успешно проповедал гаудия-вайшнавизм на Западе — сначала в США, а потом и в других странах мира. В 1965 году он прибыл в Нью-Йорк и год спустя основал Международное общество сознания Кришны (ИСККОН). В основном благодаря деятельности этой религиозной организации, гаудия-вайшнавизм распространился за пределы Индии и существует ныне в большинстве стран мира, в том числе и в России.

## Бхактиведанта Свами Прабхупада: 1896—1965 годы

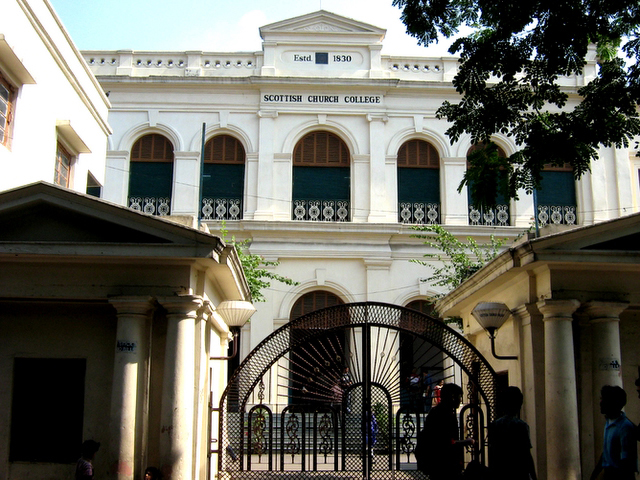
Шотландский церковный колледж в Калькутте, в котором Свами Прабхупада учился с 1916 по 1920 год

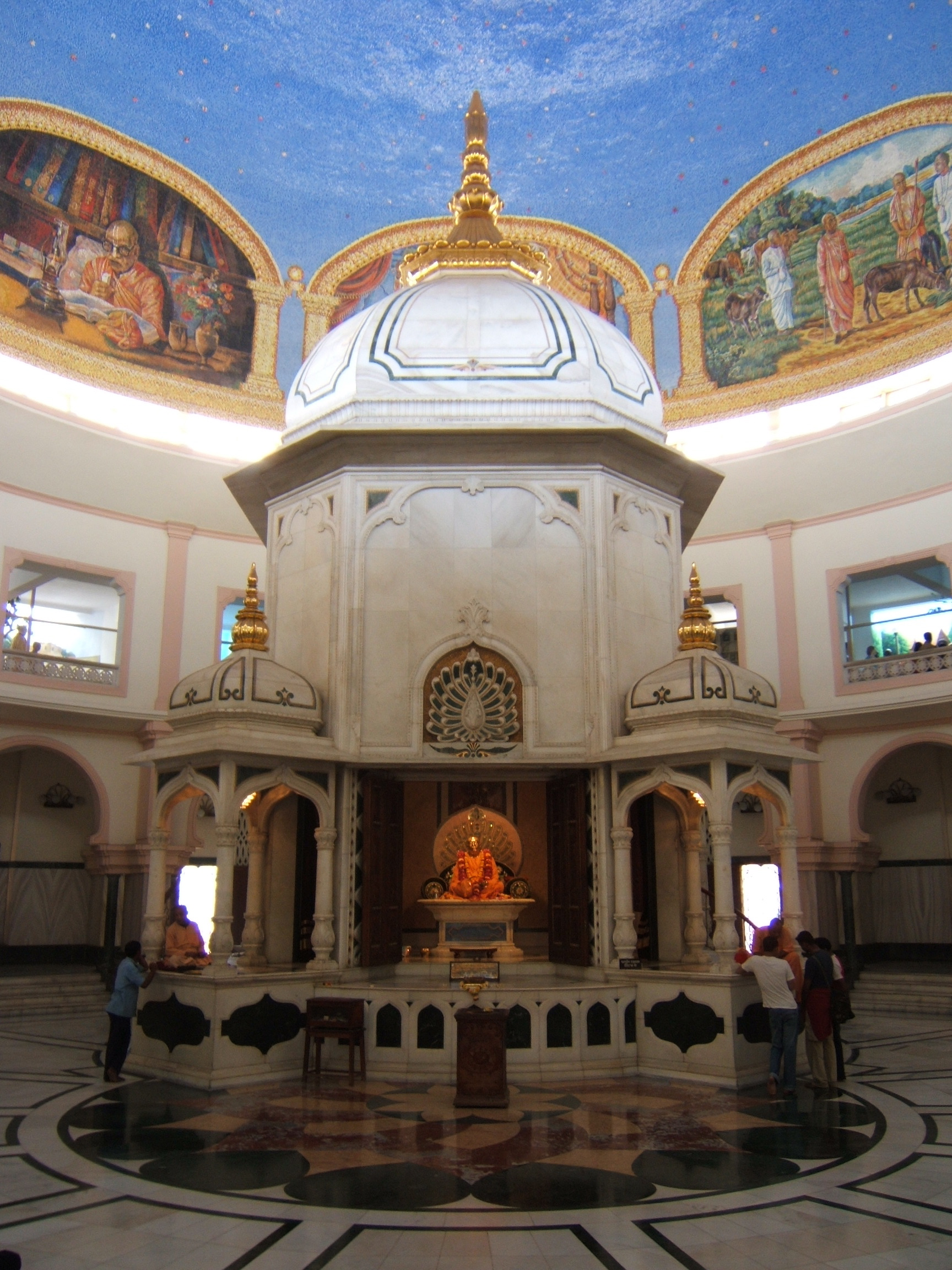
Мемориал Бхактиведанте Свами Прабхупаде в Майяпуре, Западная Бенгалия, Индия, построенный в 1996 году к 100-летию со дня его рождения

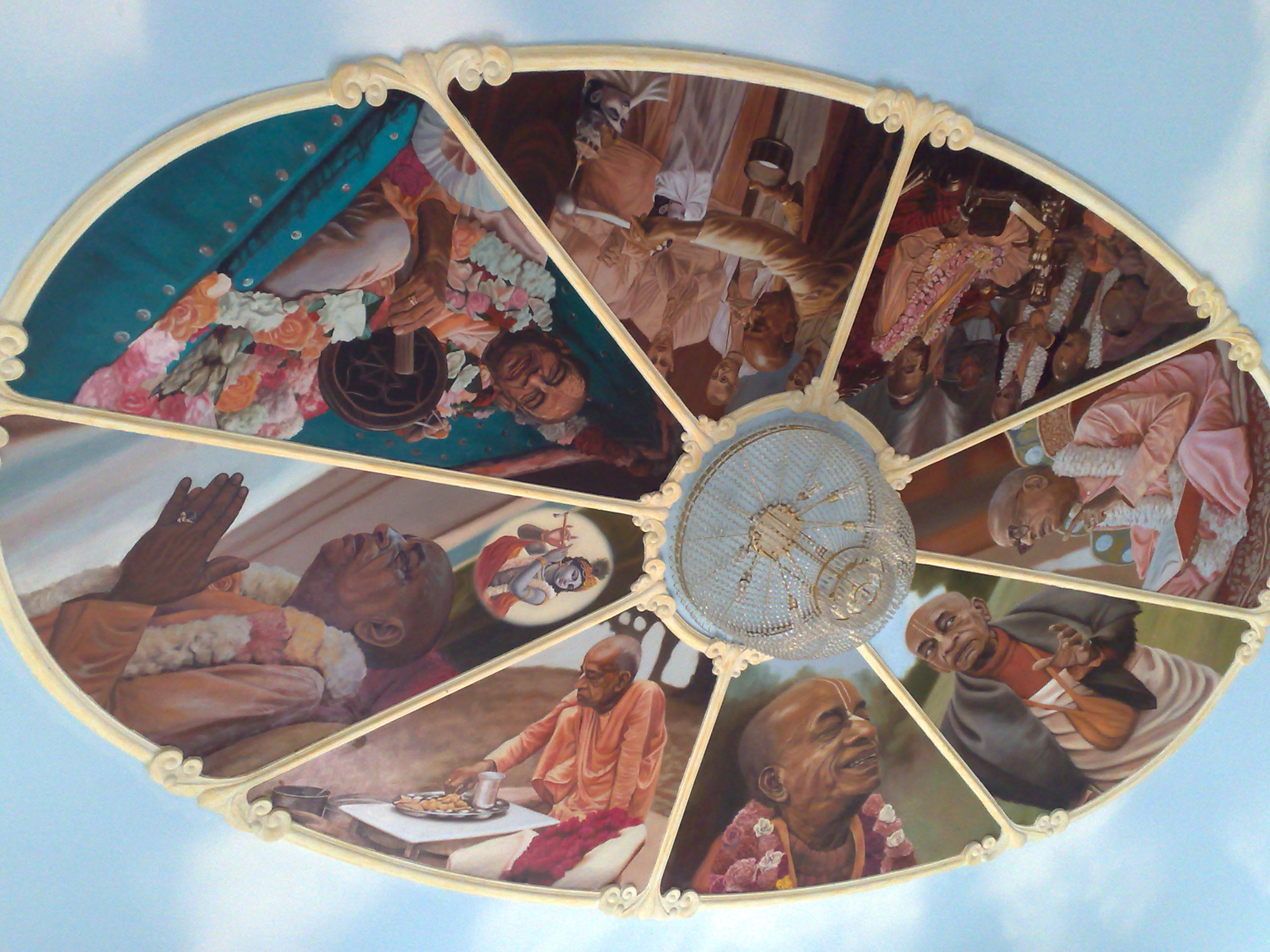
Роспись на потолке храма ИСККОН Прабхупададеш в Италии с изображением Бхактиведанты Свами Прабхупады

Основатель ИСККОН Бхактиведанта Свами Прабхупада, урождённый Абхай Чаран Де, родился в Калькутте 1 сентября 1896 года. Он происходил из рода бенгальских купцов, процветавших во время британского правления. Несколько поколений предков Свами Прабхупады были кришнаитами. Религиозное обучение Прабхупады началось ещё в детстве под опекой родителей. С 1916 по 1920 год он изучал философию, санскрит и английскую литературу в престижном христианском Шотландском церковном колледже. В 1922 году в Калькутте Прабхупада впервые встретил своего духовного учителя, Бхактисиддханту Сарасвати (1874—1937). При их первой встрече Бхактисиддханта дал Прабхупаде наставление проповедовать гаудия-вайшнавизм во всём мире.
Прабхупада был женат, имел несколько детей и для поддержания своей семьи занимался фармацевтическим бизнесом. Следуя наставлениям своего духовного учителя, Прабхупада начал с того, что в 1944 году основал журнал на английском языке «Возвращение к Богу», посвящённый тематике вайшнавизма Чайтаньи. На свои собственные средства и без помощников, он писал, редактировал, корректировал, печатал и распространял журнал в Северной Индии. В 1950 году Прабхупада удалился от семейных дел и в сентябре 1959 года в Матхуре принял обет отречения санньясу и получил имя А. Ч. Бхактиведанта Свами. После этого он поселился в святом месте паломничества Вриндаване и начал переводить на английский язык и комментировать «Шримад-Бхагаватам» — одно из основных священных писаний вайшнавизма. Прабхупада сам писал, редактировал и собирал средства для издания первых трёх томов. Завершив первый том, он подарил экземпляр тогдашнему премьер-министру Индии Лалу Бахадуру Шастри, который высоко оценил вклад Свами Прабхупады.

## Прибытие Свами Прабхупады в США и основание ИСККОН: 1965—1966 годы
В августе 1965 года, когда Свами Прабхупаде было 69 лет, владелица судоходной компании «Скиндия Стимшип» Сумати Морарджи предоставила Свами Прабхупаде бесплатный билет до США на борту грузового судна «Джаладута», которое покинуло порт Калькутты в пятницу, 13 августа 1965 года. Отправляясь выполнять наказ своего духовного учителя о проповеди гаудия-вайшнавизма на Западе, Свами Прабхупада имел при себе три коробки с томами «Шримад-Бхагаватам», пару каратал (ручных цимбал), несколько комплектов шафрановой одежды санньясина, пару туфель и 40 индийских рупий (около семи долларов США). Во время путешествия, которое продолжалось 40 дней, Прабхупада перенёс два сердечных приступа. 17 сентября 1965 года «Джаладута» пришвартовалась в Бостонской гавани. Наблюдая панораму урбанизированной Америки с борта корабля, Прабхупада написал такие строки:
О мой Господь Кришна, Ты необыкновенно милостив к этой никчёмной душе, но я не знаю, зачем Ты привёл меня сюда. Теперь Ты можешь делать со мной всё, что Тебе угодно. Я догадываюсь, однако, что здесь у Тебя есть какое-то дело, иначе, зачем бы Ты привёл меня в это ужасное место? Большинство живущих здесь людей находятся в плену материальных гун невежества и страсти. Поглощённые материальной деятельностью, они считают себя очень счастливыми. Они вполне довольны своей жизнью и потому равнодушны к трансцендентному учению Васудевы. И я не уверен, смогут ли они понять его.
Никто не мог себе представить, что всего за 12 лет этот престарелый вайшнавский Свами создаст и распространит по всему миру индуистское движение. Сразу же после своего прибытия в США и до открытия первых храмов в столицах контр-культуры — нижнем Ист-Сайде Нью-Йорка и Хейте Сан-Франциско — Бхактиведанта Свами определил свою миссию: перенести священную мудрость Индии на Запад. Его миссия была ограничена во времени — не только его преклонным возрастом, но и растущим влиянием мирского образа мысли, который постепенно уничтожал древние традиции его родины. В случае, если его попытка увенчается в Америке успехом, он надеялся не только принести эти традиции в дар всему миру, но и восстановить гаснущий дух в его соотечественниках.
Вскоре после прибытия в Нью-Йорк, Бхактиведанта Свами Прабхупада начал проповедовать молодым людям в нижнем Ист-Сайде, открыв свой первый храм в арендованном помещении бывшего магазина, который назывался «Бесценный дар». В июле 1966 года Прабхупада официально зарегистрировал Международное общество сознания Кришны, а в октябре того же года привлёк всеобщее внимание, сев под деревом в Томпкинс-сквер-парке и начав проводить киртан, воспевая мантру Харе Кришна с небольшой группой своих последователей, в число которых входил известный американский поэт-битник Аллен Гинзберг. Это был первый известный в истории киртан на открытом воздухе на Западе, который положил начало распространению Движения сознания Кришны по всему миру.
В последующие годы, личные качества Свами Прабхупады и умело осуществляемое им управление и проповедь, обеспечили бо́льшую часть роста ИСККОН и успех его миссии.

## Распространение Движения сознания Кришны: 1967—1977 годы

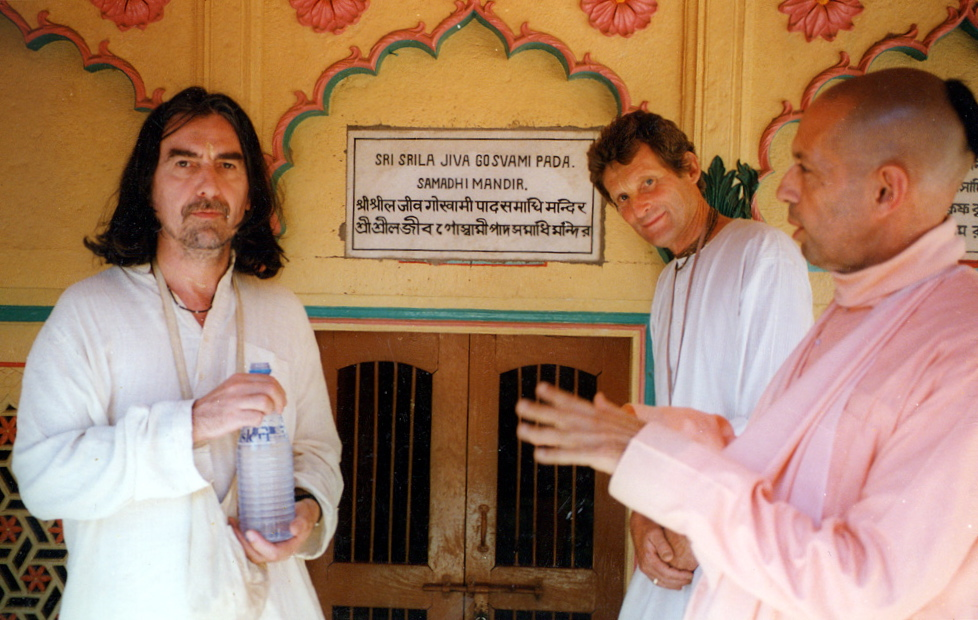
Джордж Харрисон с Шьямасундарой Дасой и Мукундой Госвами у самадхи (мавзолея) кришнаитского богослова и святого Дживы Госвами. Вриндаван, Индия, 1996 год

После открытия первого храма в Нью-Йорке, Прабхупада послал нескольких своих учеников в Сан-Франциско, где они и открыли храм в 1967 году. В том же году Прабхупада начал путешествовать по США и Канаде с целью проповеди гаудия-вайшнавизма. После того, как Движение сознания Кришны более или менее укрепилось в Америке, Прабхупада послал в 1968 году группу своих учеников в Лондон, Англию. Через несколько месяцев они смогли войти в контакт с «The Beatles». Джордж Харрисон, один из четырёх участников прославленной группы, проявил наибольший интерес, проводя много времени в беседах с учениками Прабхупады, а потом и с самим Прабхупадой во время его визита в Англию в 1969 году.
Джордж Харрисон помог кришнаитам открыть храм Радхи-Кришны в Лондоне и выступил продюсером пластинки с распевом мантры Харе Кришна, — сингла «Hare Krishna Mantra». В записи композиции также приняли участие Пол Маккартни и его жена Линда. Сингл имел большой коммерческий успех, попав в хит-парады Великобритании, Германии, Японии и некоторых других стран. В Великобритании сингл поднялся до 12 позиции в чартах и кришнаиты получили право выступить в популярной музыкальной телепрограмме Би-би-си «Top of the Pops» — телевизионной версии британского хит-парада. В 1970 году Харрисон выпустил свой легендарный альбом «All Things Must Pass», главным хитом которого стала посвящённая Кришне песня «My Sweet Lord». В 1973 году Харрисон выпустил альбом «Living in the Material World», большинство песен на котором было посвящено тематике гаудия-вайшнавизма. Всё это сыграло заметную роль в популяризации Движения сознания Кришны. Харрисон также поддерживал ИСККОН деньгами и подарил Прабхупаде тюдорский манор в окрестностях Лондона, который ранее купил для себя. Кришнаиты переоборудовали его в храм и назвали его в честь Прабхупады «Бхактиведанта Мэнор». С тех пор этот храм является штаб-квартирой ИСККОН в Великобритании и одним из самых популярных индуистских храмов Великобритании. Вспоминая Свами Прабхупаду в беседе с Мукундой Госвами в сентябре 1982 года, Джордж Харрисон сказал:
Он был совершенным примером всему, о чём говорил. …Шрила Прабхупада оказал поразительное воздействие на весь мир. Оно неизмеримо… Не обладая ничем материальным, но сознавая Кришну, он сделал тысячи людей преданными, основал целое движение, которое сохраняет силу и после его ухода. Оно продолжает расти, и это поразительно. Оно крепнет день ото дня. Чем больше люди пробуждаются духовно, тем глубже они постигают слова Шрилы Прабхупады и то, как много он дал им.
До самой своей смерти в 1977 году, Прабхупада объехал вокруг света четырнадцать раз, открывая новые храмы, читая лекции, встречаясь с известными людьми и давая посвящение тысячам новых учеников. К моменту его смерти во Вриндаване 14 ноября 1977 года, Международное общество сознания Кришны стало всемирно известной международной вайшнавской организацией.

## История ИСККОН после смерти Прабхупады: с 1977 года до наших дней

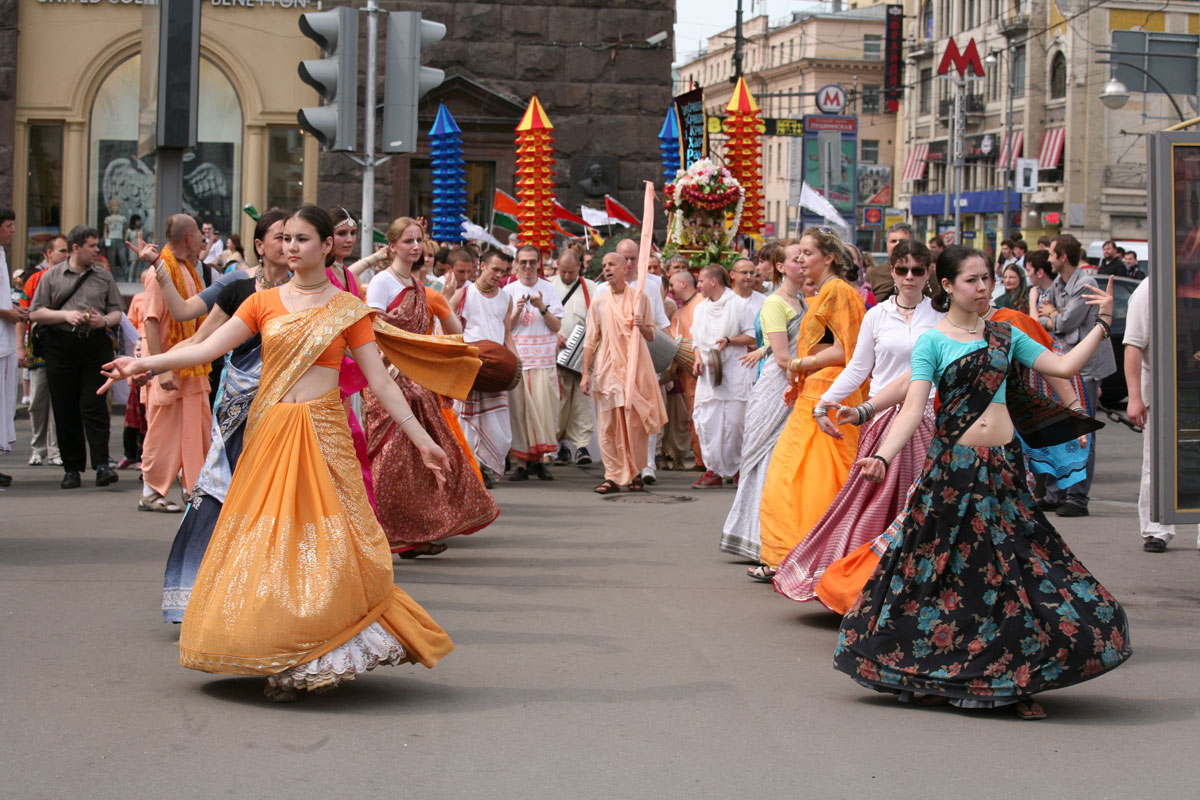
Российские кришнаиты совместно поют мантру Харе Кришна на улицах Москвы

На Западе кришнаиты были восприняты неоднозначно. Для людей, воспитанных в традициях западной культуры, которая в значительной мере испытала долгий и глубокий процесс секуляризации, кришнаиты в красочных индийских одеждах, танцующие на улицах и поющие мантру «Харе Кришна», показались чем-то экзотическим. Для многих индийцев также был непривычен вид американцев и европейцев, участвующих в традиционной индуистской религиозной практике. По этим и другим причинам, в 1970-х годах за пределами Индии многие восприняли Движение сознания Кришны как новое религиозное движение: оно было ново для западной культуры и кришнаиты, подобно последователям многих НРД, также страдали так называемой «болезнью неофитов». По мнению окружающих, кришнаиты чрезмерно увлекаются религиозными идеалами, пренебрегают «земными» проблемами, строги в выполнении религиозных предписаний и запретов. Они придерживаются вегетарианства, соблюдают посты, воздерживаются от алкоголя, наркотиков, азартных игр, внебрачного секса — то есть ведут себя совершенно не так, как предписывают нормы «общества потребления».
В основном по этой причине ИСККОН стал мишенью мощной «антисектантской» кампании, которая велась средствами массовой информации и специализированными «антикультовыми организациями». Авторы-антикультисты обвиняли ИСККОН в «контроле сознания» с целью привлечения адептов и пользуясь недовольством родителей некоторых кришнаитов принявших монашество, прибегали к методам насильственного похищения кришнаитов с целью их депрограммирования.
В результате в 1970-е — 1980-е годы состоялся ряд судебных процессов, в основном между родителями кришнаитов и ИСККОН. Одним из самых известных был процесс «Робин Джордж против ИСККОН» — в ходе которого несовершеннолетняя кришнаитка Робин Джордж и её мать обвинили ИСККОН в «промывании мозгов» и «контроле сознания». Дело «Робин Джордж против ИСККОН» прошло все инстанции, включая Верховный Суд США. В 1983 году суд Калифорнии присудил ИСККОН возместить Робин Джордж более 32 миллионов долларов за незаконное лишение свободы. Судья уменьшил сумму до 10 млн долларов. ИСККОН подал апелляцию и сумма была сокращена до 485 тысяч долларов. Позже суд штата Калифорния признал выдвинутые против ИСККОН обвинения в «контроле сознания» недействительными. В июне 1993 года, после 17 лет судебных тяжб, с целью избежать дальнейших дорогостоящих битв в судах, ИСККОН согласился выплатить семье Джордж нераскрытую сумму. Этот судебный процесс сыграл ключевую роль в признании в американской судебной практике невозможности рассмотрения подобных исков. Предлагаемые экспертами американского антикультистского движения свидетельства о «контроле сознания» и «промывании мозгов» были признаны «не имеющими научной базы» и, соответственно, не подлежащими к рассмотрению в судебной практике. Вследствие этого судебного процесса, ИСККОН перестал принимать в свои ашрамы несовершеннолетних.
К концу 1980-х — началу 1990-х годов противники ИСККОН уже использовали не только мифы собственного производства и прямую клевету, но также и реальные факты отхода части верующих (включая некоторых лидеров) от нравственных предписаний ИСККОН и преступной деятельности некоторых кришнаитов. Так, в 1980-х годах появились истории о насилии над детьми в гурукулах (школах, основанных ИСККОН) в Индии и Америке. Они рассказывали о событиях начиная c середины 1970-х годов. В 1990-х годах ИСККОН провёл внутреннее расследование и в 1998 году опубликовал подробные официальные данные о физическом, эмоциональном и сексуальном насилии над детьми в гурукулах в Индии и США в 1970-х и 1980-х годах. ИСККОН получил высокую оценку за искренность. Позже, 95 человек, ранее пострадавшие в школах, подали на ИСККОН в суд и потребовали финансовую компенсацию за причинённый им моральный и физический ущерб. Столкнувшись с финансовой проблемой, храмы ИСККОН в США объявили себя банкротами. Это позволило получить 9.5 миллионов долларов США и выплатить компенсации пострадавшим бывшим ученикам гурукул.
С тех пор, руководство ИСККОН приняло ряд мер с целью недопущения подобных событий впредь. В частности, в ИСККОН был создан центр защиты детей от насилия с филиалами во всём мире, задача которого выявлять существующих или потенциальных преступников, разъяснять эти вопросы детям и взрослым, а также поощрять бдительность. В июле 2006 года среди кришнаитов ИСККОН была распространена петиция, провозглашающая «нулевую терпимость» по отношению к лицам, совершившим подобные правонарушения. Меры, предпринятые ИСККОН, имели успех и с 1990-х годов инцидентов насилия над детьми более не случалось. По свидетельству американских религиоведов Дэвида Бромли и Джона Г. Мелтона, ведущих специалистов по новым религиозным движениям в США, «В настоящее время, воспитываемые в ИСККОН дети защищены от любых форм физического и эмоционального насилия также тщательно, как и практически любой ребёнок на Западе, и возможно даже гораздо лучше, чем многие из западных детей». Как отмечает российский религиовед и исследователь индуизма в России С. И. Иваненко: «ИСККОН присуще редкое для религиозных организаций качество — откровенно и честно рассказывать, в том числе и в своих официальных изданиях, о кризисных явлениях в истории Движения. Безусловно, это связано с философскими и нравственными принципами Общества сознания Кришны, в частности, с убеждением, что настоящий вайшнав должен быть правдив».
В течение какого-то времени общественное мнение на Западе было дезориентировано в отношении ИСККОН. Начиная примерно с 1985 года в ИСККОН начали всё более и более ясно осознавать насущную необходимость эффективно взаимодействовать с обществом, не только с целью познакомить его с философией и культурой гаудия-вайшнавизма, но и с целью показать позитивный имидж Движения и развить дружественные отношения с заинтересованными сторонами. Организация столкнулась с необходимостью улучшения общественного мнения о кришнаитах в США и некоторых других западных странах, то есть, по мнению исследователей, оказалась в ситуации «экзамена на духовную зрелость». По мнению исследователей, ИСККОН выдержал этот экзамен, чему в немалой степени способствовало развёртывание системы духовного образования для своих последователей. Как утверждает российский религиовед С. И. Иваненко: «В результате всем непредубежденным людям стало очевидно, что ИСККОН располагает и запасом духовных ценностей, почерпнутым из сокровищницы традиционного бенгальского вишнуизма, и способностью налаживать эффективные социальные программы („Пища жизни“ и др.)».

## История ИСККОН в России: с 1971 года до наших дней
История гаудия-вайшнавизма в России началась в 1971 году с визита в Москву А. Ч. Бхактиведанты Свами Прабхупады, который посетил СССР по приглашению заведующего отдела Индии и Южной Азии Института востоковедения АН СССР профессора Г. Г. Котовского. В Москве Прабхупада встретился со студентом Анатолием Пиняевым, который стал его учеником и последователем получив духовное имя Ананта-шанти Даса. После отъезда Прабхупады, Анатолий начал распространять гаудия-вайшнавизм в разных городах России. В 1981 году на страницах одного из номеров[уточнить] журнала «Коммунист» появилось высказывание тогдашнего заместителя председателя КГБ Семёна Цвигуна:
Существует три величайшие угрозы советскому образу жизни: западная культура, рок-н-ролл и Харе Кришна.
Это высказывание послужило сигналом к решительным действиям со стороны советских властей. Первые российские кришнаиты подверглись репрессиям: более шестидесяти кришнаитов были брошены в тюрьмы, три человека погибли. Впоследствии эти уголовные дела были пересмотрены и признаны сфальсифицированными, а все осуждённые кришнаиты были реабилитированы в соответствии с Законом «О реабилитации жертв политических репрессий». В 1988 году Международное общество сознания Кришны было официально зарегистрировано в СССР как религиозная организация. ИСККОН стал первой религиозной организацией, зарегистрированной в советский период. В течение долгих лет Совет по делам религий при Совете Министров СССР не регистрировал никаких новых религиозных организаций.
По сегодняшний день ИСККОН в России сохраняет статус официального религиозного объединения и действует в рамках законов РФ. По данным на 2004 год у ИСККОН было 106 официально зарегистрированных в Министерстве юстиции РФ центров, и приблизительно около 100 000 последователей по всей России. Из них около 25 000 тех, кого ИСККОН считает своими активными членами, и ещё около 100 000 человек так или иначе имеющих отношение к Движению сознания Кришны.

## Богословские разногласия после смерти Шрилы Прабхупады
В конце 1970-х годов, и особенно в последующие 10 лет после смерти Бхактиведанты Свами Прабхупады в 1977 году, внутри движения возник ряд богословских разногласий.
Так, Прабхупада объяснял, что душа пала из духовного мира в этот материальный мир и что высшей целью человеческой жизни является стать сознающим Кришну, чтобы вернуться «обратно к Богу». Однако, некоторые сарасвата гаудия-вайшнавы учат, что душа никогда не была в духовном мире. Дискуссии об этих, вероятно противоположных точках зрения, изложены в книге «Наше изначальное положение» («Our Original Position») написанной Хридаянандой Дасой Госвами и Сухотрой Свами, и опубликованной официальным издательством Руководящего совета «ISKCON GBC Press», и в статье «Откуда падают падшие души?» («Where Do the Fallen Souls Fall From?»).
ИСККОН твёрдо придерживается традиционной системы парампары, то есть ученической преемственности, в которой обучение опирается на шастры и знание передаётся от учителя к ученику, поколение за поколением. Однако некоторые кришнаиты утверждают, что Шрила Прабхупада, в противоречии с традицией, хотел чтобы после его физической смерти он продолжал инициировать учеников посредством священников, называемых «ритвики». Эту идею представляет группа, называющая себя «Движение за возрождение ИСККОН» («ISKCON Revival Movement)»). Руководство ИСККОН полностью отвергает эти идеи.